# Опара, Чарити
Чарити Опара (англ. Charity Opara; 20 мая 1972) — нигерийская легкоатлетка, призёр Олимпийских игр.
Чарити Опара родилась в 1972 году в Оверри. В 1996 на Олимпийских играх в Атланте она стала обладателем серебряной медали в эстафете 4×400 м. В 2000 году приняла участие в Олимпийских играх в Сиднее, но не завоевала медалей.